# Сборная Швеции по кёрлингу на колясках
Смешанная сборная Швеции по кёрлингу на колясках — национальная сборная команда (в которую могут входить как мужчины, так и женщины), представляет Швецию на международных соревнованиях по кёрлингу на колясках. Управляющей организацией выступает Ассоциация кёрлинга Швеции (швед. Svenska Curlingförbundet).

## Результаты выступлений
Составы команд указаны в порядке: четвёртый, третий, второй, первый, запасной, тренер; скипы выделены пояснением в скобках.

### Зимние Паралимпийские игры
| Год  | Место | И  | В | П | Состав |
| ---- | ----- | -- | - | - | --- |
| 2006 | 3     | 9  | 5 | 4 | Ялле Юнгнелл (скип), Гленн Иконен, Рольф Юханссон, Анетте Вильгельм, Бернт Шёберг                                                                                        |
| 2010 | 3     | 12 | 7 | 5 | Ялле Юнгнелл (скип), Гленн Иконен, Патрик Бурман, Анетте Вильгельм, Патрик Каллин                                                                                        |
| 2014 | 7     | 9  | 4 | 5 | Ялле Юнгнелл (скип), Гленн Иконен, Патрик Каллин, Кристина Уландер, Сандра Реппе                                                                                         |
| 2018 | 10    | 11 | 4 | 7 | Вильо Петерссон-Даль (скип), Ронни Перссон, Матс-Ола Энгборг, Кристина Уландер, Сандра Реппе (запасной), Петер Наруп (тренер), Mia Boman (тренер)                        |
| 2022 | 2     | 12 | 8 | 4 | Вильо Петерссон-Даль (скип), Ронни Перссон, Матс-Ола Энгборг, Кристина Уландер, Сабина Юханссон (запасной), Элисон Кревьязак (тренер), Петер Наруп (национальный тренер) |

(данные отсюда:)

### Чемпионаты мира
| Год  | Место | И  | В  | П | Состав |
| ---- | ----- | -- | -- | - | --- |
| 2002 | 4     | 10 | 6  | 4 | Ялле Юнгнелл (скип), Гленн Иконен, Анетте Вильгельм, Бернт Шёберг, Claes Hultling                                                                                       |
| 2004 | 7     | 7  | 4  | 3 | Ялле Юнгнелл (скип), Гленн Иконен, Бернт Шёберг, Анетте Вильгельм, Рольф Юханссон                                                                                       |
| 2005 | 4     | 9  | 6  | 3 | Ялле Юнгнелл (скип), Гленн Иконен, Рольф Юханссон, Анетте Вильгельм, Бернт Шёберг                                                                                       |
| 2007 | 10    | 10 | 3  | 7 | Roger Westergren (скип), Kenneth Nilsson, Gert Erlandsson, Anna Hammarlind, Кристина Уландер                                                                            |
| 2008 | 6     | 9  | 4  | 5 | Ялле Юнгнелл (скип), Гленн Иконен, Бернт Шёберг, Кристина Уландер, Anna Hammarlind                                                                                      |
| 2009 | 2     | 11 | 7  | 4 | Ялле Юнгнелл (скип), Гленн Иконен, Патрик Бурман, Анетте Вильгельм |
| 2011 | 8     | 11 | 4  | 7 | Гленн Иконен (скип), Патрик Бурман, Патрик Каллин, Кристина Уландер, Gert Erlandsson                                                                                    |
| 2012 | 6     | 9  | 3  | 6 | Ялле Юнгнелл (скип), Gert Erlandsson, Патрик Каллин, Анетте Вильгельм                                                                                                   |
| 2013 | 2     | 11 | 9  | 2 | Ялле Юнгнелл (скип), Гленн Иконен, Патрик Каллин, Кристина Уландер, Gert Erlandsson                                                                                     |
| 2015 | 9     | 9  | 3  | 6 | Ялле Юнгнелл (скип), Патрик Каллин, Ронни Перссон, Кристина Уландер, Сандра Реппе (запасной), Петер Наруп (тренер)                                                      |
| 2020 | 3     | 13 | 10 | 3 | Вильо Петерссон-Даль (скип), Матс-Ола Энгборг, Ронни Перссон, Кристина Уландер, Сандра Реппе (запасной), Элисон Кревьязак (тренер)                                      |
| 2021 | 2     | 14 | 10 | 4 | Вильо Петерссон-Даль (скип), Ронни Перссон, Матс-Ола Энгборг, Кристина Уландер, Сабина Юханссон (запасной), Элисон Кревьязак (тренер), Петер Наруп (нац. тренер)        |
| 2023 | 4     | 14 | 7  | 7 | Вильо Петерссон-Даль (скип), Ронни Перссон, Сабина Юханссон, Johanna Glennert, Aasa Lie (запасной), Петер Наруп (тренер), Элисон Кревьязак (тренер)                     |
| 2024 | 4     | 14 | 7  | 7 | Маркус Хольм, Ронни Перссон, Вильо Петерссон-Даль (скип), Кристина Уландер, Сабина Юханссон (запасной), Петер Наруп (тренер)                                            |
| 2025 | 5     | 12 | 7  | 5 | Вильо Петерссон-Даль (скип), Ронни Перссон, Сабина Юханссон, Кристина Уландер, Tommy Andersson (запасной), Петер Наруп (тренер), Элисон Кревьязак (национальный тренер) |

(данные отсюда:)

### Квалификационные турниры на чемпионаты мира
| Год  | Место | И | В | П | Состав                                                                             |
| ---- | ----- | - | - | - | ---------------------------------------------------------------------------------- |
| 2007 | 1     | 9 | 7 | 2 | Ялле Юнгнелл (скип), Гленн Иконен, Бернт Шёберг, Anna Hammarlind, Кристина Уландер |

(данные отсюда:)

### Чемпионат мира по кёрлингу на колясках (группа Б)
| Год  | Место | И  | В | П | Состав                                                                                                   |
| ---- | ----- | -- | - | - | --- |
| 2015 | 3     | 10 | 7 | 3 | Патрик Каллин (скип), Кристина Уландер, Ронни Перссон, Сандра Реппе, Gert Erlandsson, Mia Boman (тренер) |

(данные отсюда:)